# برنامج التعليم للشباب الموهوبين
برنامج التعليم للشباب الموهوبين (EPGY) في جامعة ستانفورد، هو مجموعة فضفاضة من برامج التعليم للموهوبين التي كانت موجودة سابقا في دراسات ستانفورد قبل الجامعية في جامعة ستانفورد. وشملت برامج إبغي دورات المسافة والصيف السكنية للطلاب من جميع الأعمار. وكان العديد من الدورات التعلم عن بعد، وهذا يعني أن الدورات تدرس عن بعد عن طريق الإنترنت، وليس في إعدادالفصول الدراسية التقليدية. دورات استهدفت الطلاب من المدرسة الابتدائية حتى خريج الكلية المتقدمة. الموضوعات المقدمة شملت: الرياضيات، واللغة الإنجليزية، والعلوم الإنسانية، والفيزياء، وعلوم الكمبيوتر. تشبه دراسات ستانفورد ما قبل الجامعية مركز الشباب الموهوبين في جامعة جونز هوبكنز من حيث الأهداف المعينة. وتقدم دورات إبغي نفسها من قبل عدد من المؤسسات بما في ذلك ستانفورد وجونز هوبكنز. حاليا، الدورات الفردية على الإنترنت متاحة من خلال GiftedandTalented.com. لا تزال البرامج السكنية الموجودة في جامعة ستانفورد تقدم من خلال دراسات ستانفورد قبل الجامعية. 

## خلفية
في أوائل الستينات، بدأ أساتذة ستانفورد باتريك سوبس وريتشارد سي أتكينسون بالبحث عما إذا كان يمكن استخدام أجهزة الكمبيوتر بشكل فعال في المدارس لتعليم الرياضيات والقراءة للأطفال. في ذلك الوقت، كان مجال أبحاثهم يعرف بالتعليم بمساعدة الحاسوب. ترك أتكينسون البحث في نهاية المطاف لمتابعة مهنته كمسؤول (تقاعد فيما بعد كرئيسا لجامعة كاليفورنيا)، وتبقى سوبس بمفرده. قام سوبس في وقت لاحق بتوسيع بحثه إلى مواد على مستوى الكلية، وقدمت دورات الكمبيوتر في نظرية المنطق لطلاب جامعة ستانفورد من 1972 إلى 1992.

## تاريخ
في عام 1985، تلقى سوبس منحة "إثبات مفهوم" من المؤسسة الوطنية للعلوم لتطوير دورة تفاضل وتكامل المحوسبة في السنة الأولى مع الهدف الرئيسي للجعلها متاحة للطلاب في العام الأخير من التعليم الثانويي الذين كانوا في مدارس لا تقدم حساب التفاضل والتكامل. سوبس، جنبا إلى جنب مع فريق شمل ريمون رافاجليا، المدير التنفيذي السابق لـ إبغي، بدأ العمل على الدورة بشكل جدي في عام 1987. عندما كانت الدورة على استعداد للاختبار في عام 1990، تم تحويل التركيز إلى الطلاب الأصغر سنا الذين تم تعجيلهم في تعليم الرياضيات. في صيف عام 1990، تم اختيار ما يقرب من 40 طالبا في المدارس الإعدادية والثانوية مع بعض المعرفة بالجبر لمدة خمسة أسابيع تحت اشراف المدرب لدورة ما قبل التفاضل والتكامل المعجلة في كلية فوثيل. ووجهت الدعوة إلى ثلاثة عشر من هؤلاء الطلاب في سبع مدارس محلية لحضور دورة حساب التفاضل والتكامل المحوسبة خلال السنة الدراسية اللاحقة، 1990-1991. وقد حصل كل الطلاب الملتحقين على برنامج التعيين المتقدم لأساسيات التفاضل والتكامل في مايو 1991. وسجل ستة طلاب 5 نقاط، وستة سجلوا 4، وسجل واحد 3.
بعد هذا النجاح الأولي، تم إنشاء دورات حاسوبية في أساسيات الجبر، والجبر المتوسط، وما قبلالتفاضل والتكامل لتحل محل دورة الصيف المعجلة. وقد تم اختبار هذه الدورات خلال العام الدراسي 1991-1992 مع مجموعة جديدة من الطلاب. وفي الوقت نفسه، تم توسيع دورة حساب التفاضل والتكامل لتشمل المواد اللازمة للاختبار المتقدم. في ذلك العام أخذ أربعة طلاب الامتحان المتقدم، وسجل كل الطلاب 5 نقاط.
بعد نقل البرنامج إلى نظام التشغيل ويندوز، تم إطلاق دراسات ستانفورد قبل الجامعية، المعروفة بعد ذلك باسم برنامج التعليم للشباب الموهوبين (إبغي)، بدأ رسميا في جامعة ستانفورد في خريف 1992، مما يجعل هذه الدورات متاحة بشكل عام.
في خريف عام 2000، برزت الفكرة المتمثلة في إنشاء مخيمات أكاديمية من شأنها أن توفر فرصا للتخصيب تكمل فرص التسريع في المنهاج الدراسي المعياري المقدم من خلال الدورات التدريبية عبر الإنترنت. في العام التالي، تم إطلاق المعهد الصيفي في الرياضيات والفيزياء (SIMP) مع دورات في نظرية النسبية تدرس من قبل غاري أواس والتحليل الحقيقي تدرس من قبل مارك ساندرز. وبناء على نجاح هذه السنة الأولى، توسعت إلى 170 طالبا في السنة الثانية. بالإضافة إلى دورات في الرياضيات والفيزياء، وأضيفت دورات في برمجة الكمبيوتر والكتابة (بما في ذلك الكتابة الإبداعية التي تدرس من قبل متلقي من ستانفورد تنافسية جدا والاس ستيغنر الزمالة للكتاب الناشئة) إلى عروض البرنامج، الذي أعيدت تسميته المعاهد الصيفية. في الأصل فقط لطلاب المدارس الثانوية، أضافت المعاهد الصيفية برنامج المدارس المتوسطة في عام 2005.
في أبريل 2006، تلقت ستانفورد هدية كبيرة وسخية من مؤسسة مالون فاميلي في إنجلوود، كولورادو. وذهب التبرع لتشكيل مدرسة ثانوية على الإنترنت مستقلة عن دورات التعليم عن بعد العادية إبغي. اسمها الرسمي هو التعليم الثانوي لجامعة ستانفورد أون لاين، ولكن غالبا ما يشار إليها باسم ستانفورد أو.إتش.إس، أو ببساطة (OHS).
في عام 2013، قدمت دورات إبغي الفردية على الانترنت من خلال التعلم المتقدم ريدبيرد.

## معاهد ستانفورد قبل الجامعية
يستضيف برنامج الدراسات قبل الجامعية في ستانفورد حاليا عدة برامج صيفية سكنية لطلاب المدارس الثانوية الذين تتراوح أعمارهم بين 14 و 17 عاما، بما في ذلك المعاهد الصيفية نسخة محفوظة 11 سبتمبر 2017 على موقع واي باك مشين. و معهد العلوم الإنسانية الصيفية نسخة محفوظة 11 سبتمبر 2017 على موقع واي باك مشين. و معسكر الرياضيات بجامعة ستانفورد نسخة محفوظة 8 نوفمبر 2015 على موقع واي باك مشين. و برنامج ستانفورد للعلوم الطبية للشباب ومعهد الفنون الصيفية.

### المعاهد الصيفية
المعاهد الصيفية لدراسات ستانفورد قبل الجامعية هي برامج سكنية لمدة ثلاثة أسابيع لطلاب المدارس الثانوية الاكاديمين الموهوبين والمحفزين. وتوفر المعاهد الصيفية فرصة لهؤلاء الطلاب لإثراء وتسريع مساعيهم الأكاديمية ولقاء الآخرين الذين يشاركونهم مصالحهم وقدراتهم. جاء المشاركون بالمعاهد الصيفية الماضية من أكثر من 80 دولة وجميع الولايات الخمسين. 
يعيش المشاركون في المعاهد الصيفية في سكن ستانفورد ويتم الإشراف عليهم وتدريسهم من قبل معلمين ستانفورد. ينخرط الطلاب في دراسة مكثفة في دورة واحدة، ويتم إدخالهم إلى المواضيع التي لا تقدم عادة على مستوى المدرسة الثانوية. تقدم المعاهد الصيفية طعم الحياة الجامعية في محيط جميل من حرم ستانفورد الجامعي.
تشمل مجالات التخصص للمعاهد الصيفية الرياضيات والعلوم والكتابة والعلوم الإنسانية وعلوم الكمبيوتر والهندسة والأعمال. يتم مساعدة المدربين من قبل المرشدين الجامعيين وطلاب الدراسات العليا الذين لديهم خبرة في مجالات المواد الدراسية. هؤلاء الموجهين يقومون بدورا مزدوجا كمستشار سكني ومساعد تدريس بحيث يتم دمج الجوانب الأكاديمية والاجتماعية للبرنامج بإحكام.

### معهد العلوم الإنسانية الصيفية
معهد العلوم الإنسانية الصيفية هو برنامج سكني لمدة ثلاثة أسابيع للناشئين الواعدين والخريجين المهتمين في العلوم الإنسانية. بقيادة أساتذة ستانفورد، يقدم معهد العلوم الإنسانية الصيفية دورات مكثفة في التاريخ والفلسفة والأدب.

### العاملين خلال الصيف
المعهد الصيفي يستأجر الجامعيين والخريجين الجدد، وطلاب الدراسات العليا للعمل خلال كل صيف كمستشارين ومساعدي تدريس. يتم اختيار المستشارين المقيمين لقدرتهم على العمل مع الشباب في بيئة سكنية، ومؤهلاتهم الأكاديمية. ويسمح هذا الترتيب بتكامل الأجزاء الاجتماعية والأكاديمية من البرنامج.